# شهرستان ایتون (میشیگان)
شهرستان ایتون، میشیگان (به انگلیسی: Eaton County, Michigan) یک سکونتگاه مسکونی در ایالات متحده آمریکا است که در میشیگان واقع شده‌است.